# (3665) Fitzgerald
(3665) Fitzgerald est un astéroïde de la ceinture principale.

## Description
(3665) Fitzgerald est un astéroïde de la ceinture principale. Il fut découvert le 19 mars 1979 à l'Observatoire Kleť par Antonín Mrkos. Il présente une orbite caractérisée par un demi-grand axe de 2,42 UA, une excentricité de 0,09 et une inclinaison de 15,1° par rapport à l'écliptique.
Il a été nommé ainsi en l'honneur d'Ella Fitzgerald.

## Compléments